# El mago (película de 1978)

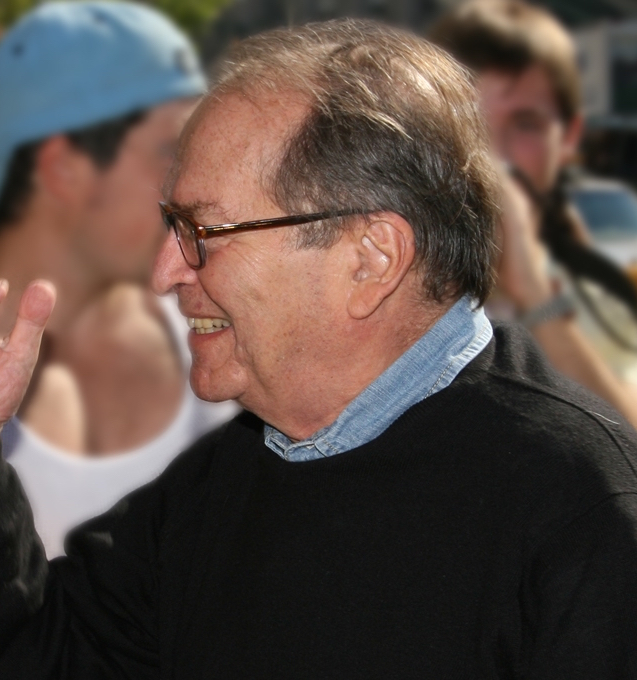
Sidney Lumet, director de la película El mago (1978).

El mago (The Wiz) es una película estadounidense musical de 1978 dirigida por Sidney Lumet y con actuación de Diana Ross, Michael Jackson, Nipsey Russell, Ted Ross y Richard Pryor. El elenco cuenta también con Mabel King como la Bruja Mala del Oeste, Stanley Greene como el Tío Henry, Lena Horne como Glenda (la Bruja Buena del Sur), Theresa Merritt como la tía Em y Thelma Carpenter como Miss One, la Bruja Buena del Norte. El filme fue realizado por las productoras Motown Productions y Universal Pictures, y lanzado el 24 de octubre de 1978.
La película es una adaptación de la obra de Broadway del mismo nombre de 1975, y al igual que ésta es una "versión urbana" de la historia del libro de L. Frank Baum The Wonderful Wizard of Oz. La película fue candidata a cuatro Premios Oscar: Mejor Dirección de Arte, Mejor Diseño de Vestuario, Mejor Banda Sonora Original y Mejor Escenografía.
La mayoría del elenco es afroamericano, lo que enmarca a la cinta dentro del subgénero de blaxploitation. A pesar de un fuerte reparto, la dirección de Lumet y las candidaturas a los Premios de la Academia, fue un fracaso de crítica y taquilla. La mayoría de los críticos le dieron puntos positivos o críticas elogiosas al desempeño de Diana Ross y particularmente al de Michael Jackson, además de su banda sonora compuesta y producida por Quincy Jones.

## Sinopsis
En noviembre de 1977, una concurrida cena de Acción de Gracias reúne a una gran cantidad de familias en un pequeño apartamento de Harlem, donde una tímida maestra de escuela primaria de veinticuatro años llamada Dorothy Gale vive con su tía Em y su tío Henry ("The Feeling We Once Had"). Extremadamente introvertida, la tía Em se burla de ella por no haber estado nunca al sur de la calle 125, ya que ha retrasado su mudanza para comenzar su propia vida independiente como adulta (“Can I Go On?”). Mientras Dorothy limpia después de la comida, su perro, Toto, sale corriendo por la puerta abierta de la cocina hacia una tormenta de nieve. 
Ella logra recuperarlo, pero se encuentra atrapada en la tormenta. Un torbellino mágico hecho de nieve, obra de Glinda, la Bruja Buena del Sur, se materializa y los transporta al reino de la ciudad de Oz. Liberada por la tormenta de nieve, mientras Dorothy desciende de la atmósfera, atraviesa un letrero eléctrico "Oz", que cae sobre Evermean, la malvada bruja del este que gobierna Munchkinland y la mata. Como resultado, libera a los Munchkins que pueblan el patio de recreo en el que aterriza; Evermean las había transformado en graffiti para pintar las paredes del patio de recreo. 
Dorothy pronto conoce a la principal benefactora de los Munchkins, Miss One, la Buena Bruja del Norte, una mágica "corredora de números" que le da las bonitas zapatillas plateadas de Evermean teletransportándolas a los pies de Dorothy. Sin embargo, Dorothy declara que no quiere los zapatos y desesperadamente solo quiere llegar a casa con la tía Em. Miss One la insta a seguir el camino de ladrillos amarillos hacia la Ciudad Esmeralda y buscar la ayuda del poderoso " Wiz ", quien cree que tiene el poder para enviar a Dorothy de regreso a Harlem ("He's The Wizard/March Of The Munchkins"). Después de decirle que nunca se quite los zapatos plateados, Miss One y los Munchkins desaparecen y Dorothy se queda a buscar el camino por su cuenta ("Soon As I Get Home"). A la mañana siguiente, Dorothy se encuentra con un Espantapájaros hecho de basura, y se hace amiga de él después de salvarlo de ser objeto de burlas por parte de un grupo de cuervos humanoides ("You Can't Win"). Ellos descubren el camino de ladrillos amarillos y felices comienzan a seguirlo juntos ("Ease On Down The Road"). 
El Espantapájaros espera que Wiz pueda darle lo único que siente que le falta: un cerebro. En el camino a la Ciudad Esmeralda, Dorothy, Toto y el Espantapájaros se encuentran con el Hombre de Hojalata en un parque de atracciones abandonado de principios del siglo XX ("If I could Feel" / "Slide Some Oil to Me") y el león cobarde llamado Fleetwood Coupe DeVille, un dandy vanidoso que se escondió dentro de uno de los leones de piedra frente a la Biblioteca Pública de Nueva York después de ser desterrado de la jungla ("Mean-Ol 'Lion"). 
El Hombre de Hojalata y el León se unen a ellos en su búsqueda para encontrar al Mago, con la esperanza de ganar corazón y coraje, respectivamente. De camino a la Ciudad Esmeralda, los aventureros deben atravesar un metro controlado por un loco buhonero (un vagabundo) que controla malvados títeres. Otros monstruos mortales se despiertan e intentan matar al grupo (como los botes de basura que intentan aplastar al Espantapájaros por sus brazos, una caja de fusibles que electrocuta al Hombre de Hojalata y los pilares que intentan aplastar a Dorothy), pero el León rescata valientemente a sus amigos luchando contra los monstruos. Escapan por poco del metro, solo para encontrar prostitutas extravagantes conocidas como las "Poppy Girls" (una referencia al campo de amapolas de la historia original). Intentan poner a Dorothy, Toto y el León en un sueño eterno con un perfume mágico de amapola ("Be a Lion"). Finalmente, al llegar a la Ciudad Esmeralda, los cuatro amigos logran el paso a la ciudad debido a que Dorothy posee las zapatillas plateadas. Se maravillan con el espectáculo de la ciudad y sus bailarines sofisticados y vanguardistas. Se les concede una audiencia con el Wiz, que vive en la cima de las Torres y se les aparece como una cabeza metálica gigante que escupe fuego. Solo les concederá sus deseos si matan a la hermana de la Malvada Bruja del Este, Evillene, la Malvada Bruja del Oeste, que dirige una fábrica de explotación en las alcantarillas subterráneas de Oz. 
Antes de que puedan llegar a su dominio, Evillene se entera de su misión para matarla y envía a los Flying Monkeys (una pandilla de motociclistas) para mantenerlos a raya ("Don't Nobody Bring Me No Bad News"). Después de una larga persecución, los Flying Monkeys logran capturar a sus objetivos y traerlos de regreso a Evillene. Vengativa por el hecho de que Dorothy haya matado a su hermana, desmembra al Espantapájaros, aplana al Hombre de Hojalata y cuelga al León por la cola con la esperanza de que Dorothy le dé los zapatos plateados. Cuando amenaza con arrojar a Toto a un caldero de fuego, Dorothy casi se rinde hasta que el Espantapájaros le insinúa que active un interruptor de rociadores contra incendios, lo cual hace. Los aspersores apagan el fuego pero también derriten a Evillene, que está hecha de hielo. Ella es arrojada a su trono, cuya tapa se cierra de golpe como un inodoro. 
Con Evillene muerta, sus hechizos pierden su poder: los Winkies se liberan de sus disfraces permanentes (revelando humanos atractivos debajo) y sus herramientas de explotación desaparecen. Ellos comienzan a cantar y bailar ("A Brand New Day") y elogian a Dorothy como su emancipadora. Los Flying Monkeys le dan a ella y a sus amigos un viaje triunfal de regreso a la Ciudad Esmeralda. Al llegar, el cuarteto toma una puerta trasera en las habitaciones de Wiz y descubre que es un farsante porque el Wiz es en realidad Herman Smith, un político fallido de Atlantic City, Nueva Jersey, que fue transportado a Oz cuando un globo al que volaba. Promover su campaña para convertirse en el cazador de perros de la ciudad se perdió en una tormenta. 
El Espantapájaros, el Hombre de Hojalata y el León están angustiados porque nunca recibirán su cerebro, corazón y coraje respectivos, pero Dorothy les hace darse cuenta de que ya han tenido estas cosas todo el tiempo ("Believe In Yourself Dorothy"). Justo cuando parece que nunca podrá llegar a casa, Glinda, la Bruja Buena del Sur, aparece y le implora que encuentre el camino a casa buscando dentro y usando la magia de las zapatillas plateadas ("Believe In Yourself"). Después de agradecer a Glinda y despedirse de sus amigos, recuerda su hogar (“ Home ”). Ella junta sus talones tres veces. Ella mira hacia arriba y descubre que está de vuelta cerca de casa con Toto en sus brazos y entra al apartamento.

## Reparto
- Diana Ross... Dorothy Gale
- Michael Jackson... Espantapájaros
- Ted Ross... León Cobarde
- Lena Horne... Glinda, la Bruja Buena del Sur
- Nipsey Russell... El Hombre de Hojalata
- Thelma Carpenter... Miss One, la Bruja Buena del Norte
- Theresa Merritt... Tía Emma
- Stanley Greene... Tío Henry
- Richard Pryor... The Wiz (Herman Smith)
- Mabel King... Evilene, la Bruja Malvada del Oeste